# Grafschaft Charolais
Die Grafschaft Charolais ist eine Landschaft in Frankreich im heutigen Département Saône-et-Loire in der Region Bourgogne-Franche-Comté. Hauptort ist die Stadt Charolles.
Das Charolais war Bestandteil der Grafschaft Chalon-sur-Saône und wurde mit dieser 1237 von Herzog Hugo IV. von Burgund erworben. Den Besitz erbte seine Enkelin Beatrix. Durch ihre Ehe mit Robert von Clermont, dem Sohn Ludwigs des Heiligen, kam das Charolais an das Haus Bourbon. Es fiel 1314 an Roberts zweiten Sohn Johann, der es seiner Tochter Beatrix vererbte, welche 1327 Johann I. Graf von Armagnac heiratete. Ihr Enkel Bernard VII. d’Armagnac verkaufte die Grafschaft 1390 an den burgundischen Herzog Philipp II. den Kühnen. Nach den Burgunderkriegen kam sie 1477 zunächst an Frankreich und mit dem Vertrag von Senlis (1493) an das Haus Habsburg, verblieb jedoch unter der Lehenshoheit und im Rechtsbereich der französischen Krone. Die Geschichte der Grafschaft Charolais ist von nun an eng mit der Geschichte der Freigrafschaft Burgund verknüpft. Sie kam 1559 an die spanischen Habsburger, die sie 1684 zur Schuldentilgung an Louis II. de Bourbon, prince de Condé, abtraten.
Die Grafschaft wurde erst 1761 nach dem Tod des letzten Grafen Charles de Bourbon-Condé, comte de Charolais in die Provinz Burgund eingegliedert.
Nach der Grafschaft ist die Käsesorte Charolais und die gleichnamige Rinderrasse benannt.

## Liste der Grafen von Charolais
Älteres Haus Burgund:
- 1237–1248: Hugues
- 1248–1267: Jean I.
- 1267–1310: Béatrice I.

Haus Clermont:
- 1310–1316: Jean II.
- 1316–1364: Béatrice II.

Haus Armagnac:
- 1364–1384: Jean III.
- 1384–1391: Bernard

Jüngeres Haus Burgund:
- 1391–1404: Philippe I.
- 1404–1410: Jean IV.
- 1410–1433: Philippe II
- 1433–1477: Charles I.
- 1477–1493: Charolais ist Teil der Krondomäne

Haus Habsburg:
- 1493–1499: Maximilien
- 1499–1506: Philippe III.
- 1506–1530: Marguerite
- 1530–1558: Charles II.
- 1558–1598: Philippe IV.
- 1598–1599: Philippe V.
- 1599–1633: Isabelle-Claire-Eugénie
- 1633–1665: Philippe VI.
- 1665–1684: Charles III.

Haus Bourbon-Condé:
- 1684–1686: Louis I.
- 1686–1709: Henri
- 1709–1710: Louis II.
- 1710–1760: Charles IV.